# Počaply (Terezín)
Počaply (německy Potschapl) jsou vesnice, součást města Terezín v okrese Litoměřice, ležící těsně při břehu řeky Labe nedaleko od terezínské Malé pevnosti asi 3 kilometry východně (proti proudu řeky) od Litoměřic. Ves byla kvůli své poloze v roce 2002 těžce poškozena katastrofálními povodněmi, další velká povodeň ves poškodila v červnu roku 2013.

## Historie
Nejstarší písemná zmínka pochází z roku 1262.

## Obyvatelstvo
|           | 1869 | 1880 | 1890 | 1900 | 1910 | 1921 | 1930 | 1950 | 1961 | 1970 | 1980 | 1991 | 2001 | 2011 |
| --------- | ---- | ---- | ---- | ---- | ---- | ---- | ---- | ---- | ---- | ---- | ---- | ---- | ---- | ---- |
| Obyvatelé | 184  | 193  | 211  | 217  | 295  | 293  | 327  | 221  | 212  | 197  | 153  | 111  | 121  | 129  |
| Domy      | 35   | 37   | 39   | 43   | 52   | 62   | 69   | 74   | 60   | 63   | 60   | 71   | 75   | 62   |

## Pamětihodnosti
- Ve vsi se nachází velmi cenný barokní kostel svatého Vojtěcha od architekta Kiliána Ignáce Dientzenhofera.
- Fara čp. 1